# Kazimierz Kwiatkowski (polityk)
Kazimierz Kwiatkowski (ur. 31 stycznia 1915 w Brzostku, zm. 15 sierpnia 1967 w Krakowie) – polski księgowy i polityk, poseł na Sejm PRL II, III i IV kadencji.

## Życiorys
Uzyskał wykształcenie wyższe niepełne, z zawodu księgowy. Uczestniczył w wojnie obronnej w 1939. Podczas okupacji niemieckiej walczył w ruchu oporu. Po II wojnie światowej pracował jako księgowy. Pełnił funkcję prezesa zarządu Powiatowego Związku Gminnych Spółdzielni „Samopomoc Chłopska” w Chrzanowie.
W 1957, 1961 i 1965 uzyskiwał mandat posła na Sejm PRL II, III i IV kadencji z okręgu Chrzanów, będąc członkiem Polskiej Zjednoczonej Partii Robotniczej. Przez trzy kadencje zasiadał w Komisji Handlu Wewnętrznego, w której w IV kadencji pełnił funkcje zastępcy przewodniczącego. Ponadto w trakcie IV kadencji brał udział w pracach Komisji Mandatowo-Regulaminowej. Zmarł w trakcie kadencji.
Pochowany na cmentarzu parafialnym w Chrzanowie.

## Odznaczenia
- Krzyż Kawalerski Orderu Odrodzenia Polski
- Złoty Krzyż Zasługi
- Srebrny Krzyż Zasługi
- Odznaka 1000-lecia Państwa Polskiego[2]